# Relationer mellan Sverige och Turkiet
Relationer mellan Sverige och Turkiet refererar till de bilaterala relationerna mellan Sverige och Turkiet. Sverige har en ambassad i Ankara och ett generalkonsulat i Istanbul. Turkiet har en ambassad i Stockholm.

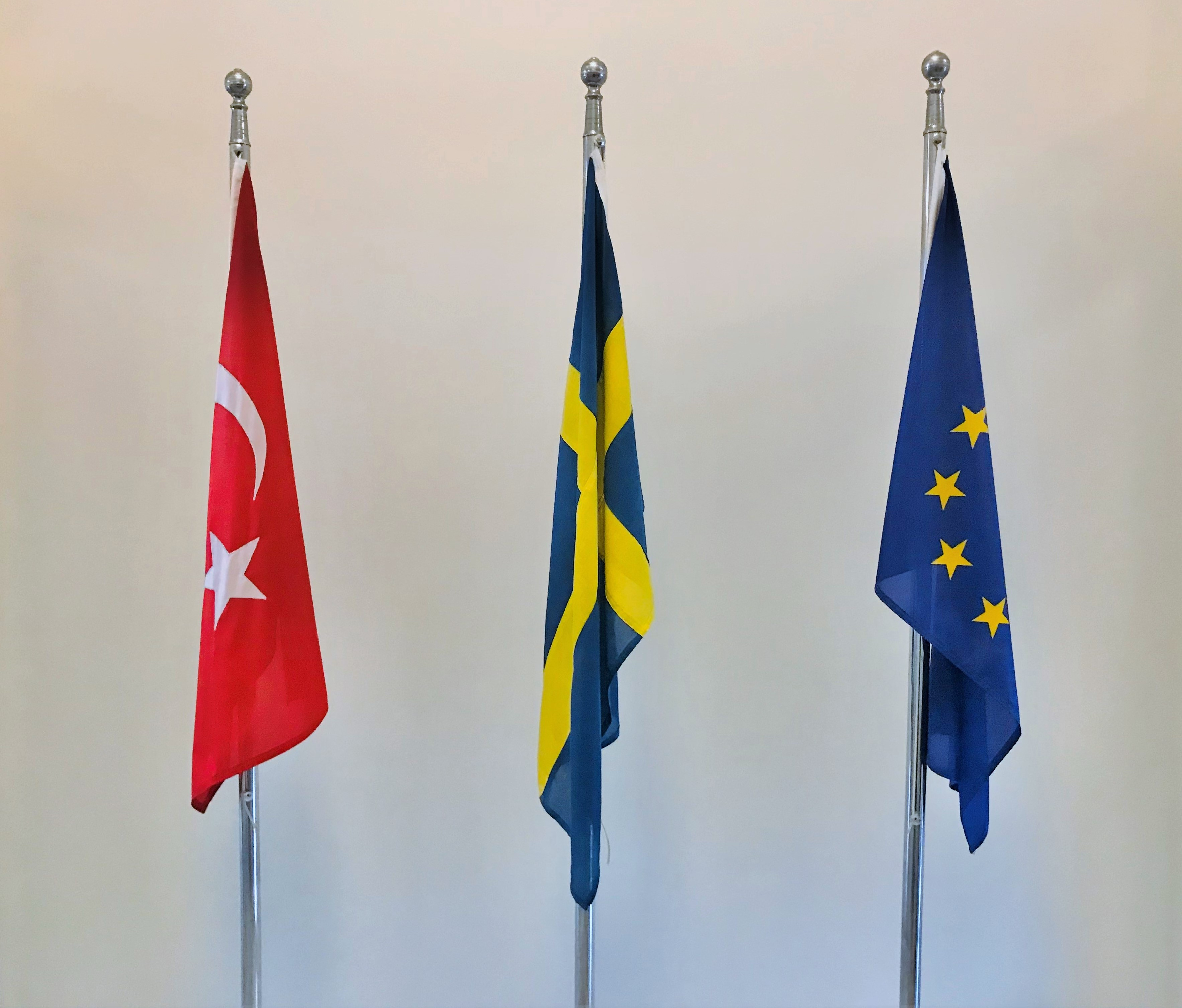
Flaggor för Turkiet, Sverige och Europeiska unionen, Sveriges generalkonsulat i Istanbul, Turkiet.

## Relationshistoria
Sveriges diplomatiska förbindelser med Turkiet sträcker sig tillbaka till 1600-talet. Båda länderna är fullvärdiga medlemmar av Europarådet, Organisationen för ekonomiskt samarbete och utveckling, Organisationen för säkerhet och samarbete i Europa och Medelhavsunionen.
Republiken Turkiets första sändebud som charge d’affaires i Sverige var Laik Mukbil Bey 1923–1926.
Sverige, som övertog det roterande EU-ordförandeskapet i juli 2009, stödjer Turkiets ansökan om medlemskap i Europeiska unionen. Sveriges gröna parti har kritiserat Frankrikes och Tysklands motstånd till Turkiets medlemskap.

## Debatt kring Armeniska folkmordet

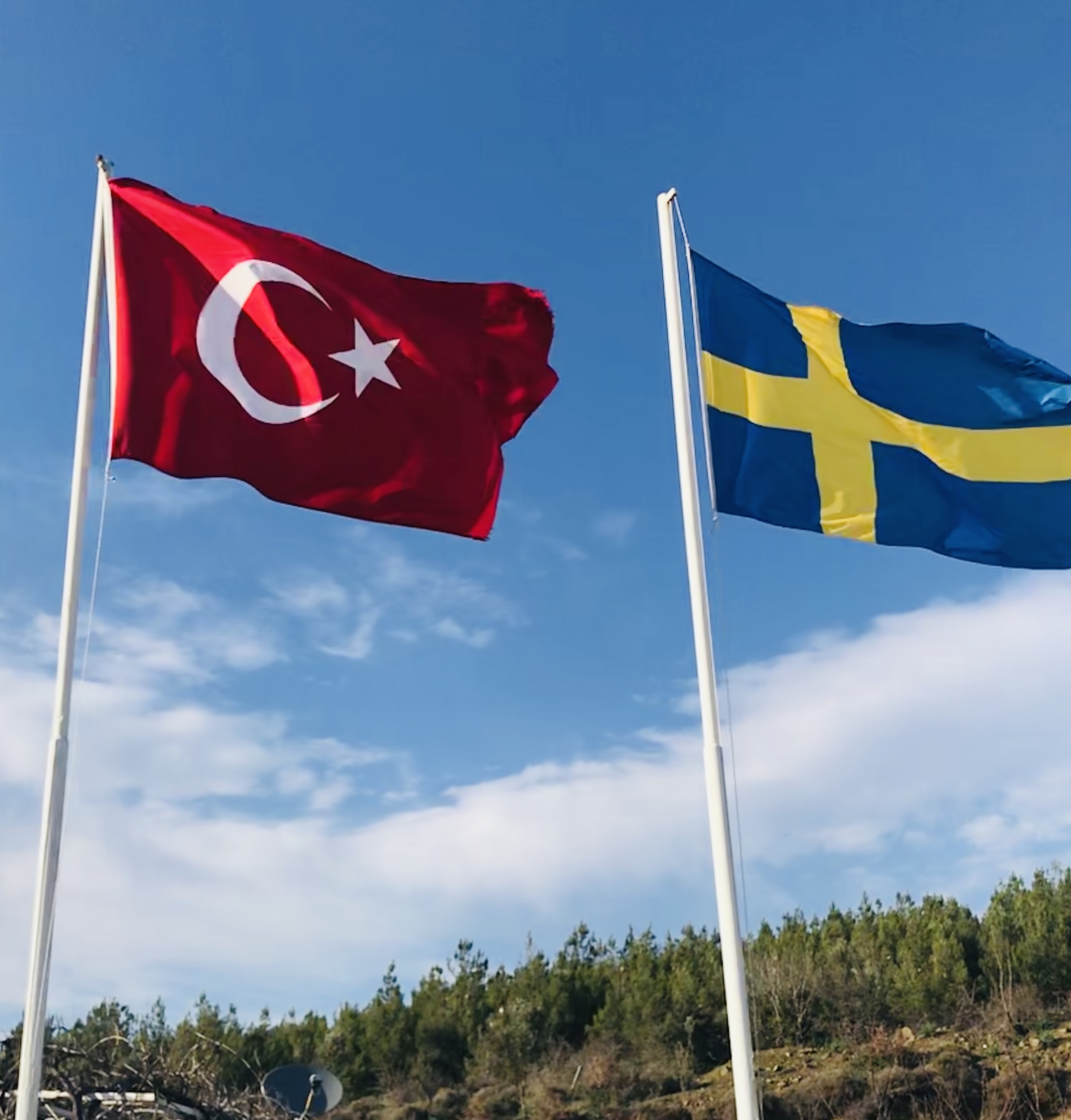
Sveriges och Turkiets flaggor framför en svenskbaserad fabrik, Pergamon, Izmir, Turkiet

Den 12 juni 2008 sade Sveriges riksdag nej till att erkänna Armeniska folkmordet som folkmord. Men den 11 mars 2010 röstade Sveriges riksdag för en resolution som erkände det som folkmord.
Majoriteten vann med en röst, med totalt 131 för, 130 mot, och 88 avstod. Turkiet kallade hem sin Sverige-ambassadör och ställde in samtalen mellan de två staterna, som var planerade till 17 mars 2010.
Turkiets premiärminister Recep Tayyip Erdoğan svarade med att säga "Vi fördömer starkt denna resolution, vilken är gjord med politiskt syfte. Det motsvarar inte den nära vänskapen mellan våra två nationer ". Turkiets dåvarande ambassadör i Sverige, Zergün Korutürk, sade till Aktuellt att det skulle bli långsiktigt "drastiska effekter" på relationerna mellan staterna, och sa "Jag är väldigt besviken. Olyckligtvis, trodde parlamentarikerna att de var historiker och inte parlamentariker, vilket är väldigt, väldigt olyckligt". Sveriges utrikesminister Carl Bildt bloggade från Köpenhamn att han "beklagade" omröstningens utgång.

## Debatt kring Nato
Turkiet är medlem i Nato sedan 18 februari 1952. Sverige har under lång tid hållit sig utanför Nato, trots medlemskap i bland annat EU. År 2022 beslutades dock att Sverige skulle ansluta sig till Nato och få fullt medlemskap. Detta har dock stött på hinder då Turkiets president Recep Tayyip Erdoğan har hotat med att lämna in ett veto mot Sveriges ansökan till Nato och därmed helt hindra ett svenskt medlemskap i Nato.
Den 23 januari 2024 röstade Turkiska parlamentet 287-55 för svenskt medlemskap.